# Запис храст на Оштрој чуки (Вукманово)
Запис храст на Оштрој чуки (Вукманово) се налази на парцели чији је власник Град Ниш.

## Локација
| Општина             | Ниш-Палилула                                                                |
| Катастарска општина | Вукманово                                                                   |
| Потес               | Оштра чука                                                                  |
| Координате          | 43° 16′ 53″ С; 21° 57′ 20″ И / 43.281500000000001° С; 21.955500000000001° И |
| Надморска висина    | 404m                                                                        |

## Карактеристике
Дендрометријске вредности утврђене на терену и сателитским снимцима:
| Стабло                     | Храст |
| Висина стабла              | m     |
| Обим дебла                 | m     |
| Пречник крошње             | 14m   |
| Пречник дебла              | m     |
| Висина дебла до прве гране | m     |

## База записа
Запис је у оквиру Викимедија пројекта "Запис - Свето дрво" заведен под редним бројем 1024.